# Azteca
För andra betydelser, se Azteca (olika betydelser).
Azteca är en hästras som härstammar från Mexiko. Aztecan är Mexikos officiella nationalras och är i regel en korsning mellan den spanska andalusiern och den amerikanska quarterhästen eller argentinska criollon. Hästrasen är förhållandevis ganska ny då uppfödningen av azteca började i Mexiko så sent 1972. Aztecan växer snabbt i popularitet då hästarna är ädla, starka och smidiga. 

## Historia
Azteca är en ganska ny hästras som utvecklades i Mexiko runt 1972 eftersom mexikanerna tyckte att de behövde en egen officiell ras. Hästrasen avlades i huvudsak fram av mexikanska organisationen "La Secretaría de Agricultura y Recursos Hidráulicos" och rasens egen förening, "La Asociación Mexicana de Criadores de Caballos de Raza Azteca". Men 3 år tidigare började planerna för Aztecan att växa fram när Don Antonio Ariza från Casa Pedro Domecq Mexico anordnade så att över 300 mexikanska charros skulle få åka till Spanien för att hämta hem hästar. De spanska andalusierna valdes ut efter strikta regler och skeppades tillbaka till Mexiko. Casa Domeqc stödde de nya uppfödarna i deras experiment för att få fram en ny mexikansk hästras.
De raser som bidragit till utvecklingen av aztekern är i huvudsak de spanska hästar som togs med hem från Spanien, då särskilt andalusier men även lusitano. Mexiko hade förut sin egen variant av criollohästar som dock dog ut och den argentinska criollon bidrog istället till grunden för Aztecan, men enbart tydligt rastypade och registrerade criollohästar. Även raser från USA blandades in, speciellt quarterhäst. 
Redan 1974 startade de första uppfödarna en organisation och rasen döptes till Azteca, efter de berömda aztekerna. 1992 formades "The International Azteca Horse Association" för att man skulle få kontroll över aveln och rasen. Liknande organisationer bildades snart även i USA och Kanada. I dagsläget finns ca 1000 azteker registrerade i IAzHA. Här började man då arrangera aztekern i grupper från A till F. Grupp A är rena aztekerhästar utan annan inblandning och är de mest eftertraktade hästarna. Sedan hamnar hästarna i de olika grupperna beroende på hur mycket annat blod som finns i hästens stamtavla. Korsning med Andalusier är helt tillåtet och då hamnar man i B eller C. Korsningar med Criollo och Quarter är också tillåtna korsningar men är inte lika eftertraktade utan de hamnar då i grupperna D till F där F är det sämsta med minst rent Aztekerblod i sig. Andra korsningar är däremot helt otillåtna. 
Idag bedrivs den främsta aveln fortfarande vid Casa Domeqc som har blivit en utbildningscentral inom hästar och uppfödningen sköts av Manuel Herrera. Men Aztecan avlas även i USA och Kanada.

## Egenskaper

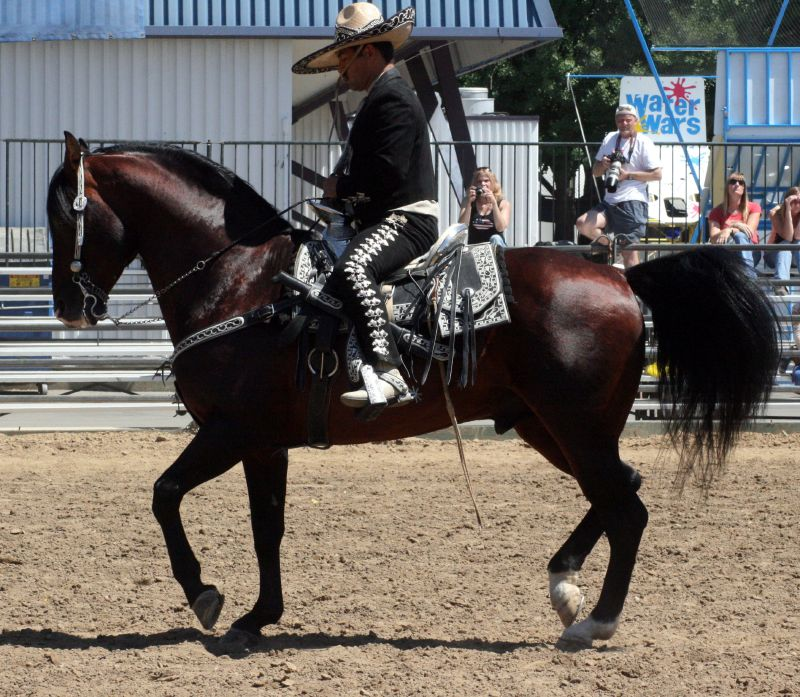
Aztecan används ofta av Mexikos cowboys, så kallade charros och denna typ av ridning visas även upp vid olika shower.

Aztekern är Mexikos officiella hästras, trots att andra hästraser har funnits där längre. På grund av detta sker extrema kontroller av aztekern. De inspekteras två gånger under livet. Första gången vid 7 månaders ålder för att de ska få ett födelsecertifikat, och sen igen vid 3 års ålder för att få ett certifikat och registreras som tillåten i aztekeraveln. Det är då det bestäms vilken av grupperna A till F hästen ska få vara med i. 
Aztekern får som fullvuxen häst inte vara varken för smal i kroppsbyggnaden och inte heller kraftigare än vad originalmåtten kräver. Varje häst måste ha perfekta proportioner. Den ska ha ett elegant och aristokratiskt huvud med rak eller konvex profil med små öron och uttrycksfulla ögon. Halsen ska vara väl musklad och lite avrundad. 
Aztekern är en otroligt bra ridhäst på grund av att den är stark, snabb och smidig. Den passar till klassisk ridning, dressyr, tjurfäktningar, charroridning, westernridning, hästpolo och även körning. Rasen har visat sig riktigt bra inom agilitysporter med häst eftersom den är så lättlärd och smidig. Aztekern är en ras som älskar att jobba.